# Леопардовый торогобиус
Леопардовый торогобиус (лат. Thorogobius ephippiantus) — вид лучепёрых рыб из семейства бычковых (Gobiidae). Распространён в восточной части Атлантического океана и в Средиземном море.

## Описание
Максимальная длина тела 13 сантиметров.

## Распространение и места обитания
Этот вид можно встретить вдоль атлантического побережья от Скагеррака до Мадейры, простираясь до Средиземного моря. Этот вид населяет отвесные скалы с трещинами, в которых можно спрятаться. Иногда его можно найти в глубоких водоемах. Встречается на глубине от 6 до 40 метров, но обычно не глубже 12 метров. Питается ракообразными (веслоногие, амфиподы, декаподы), полихетами, брюхоногими моллюсками и водорослями.